# 현실정치

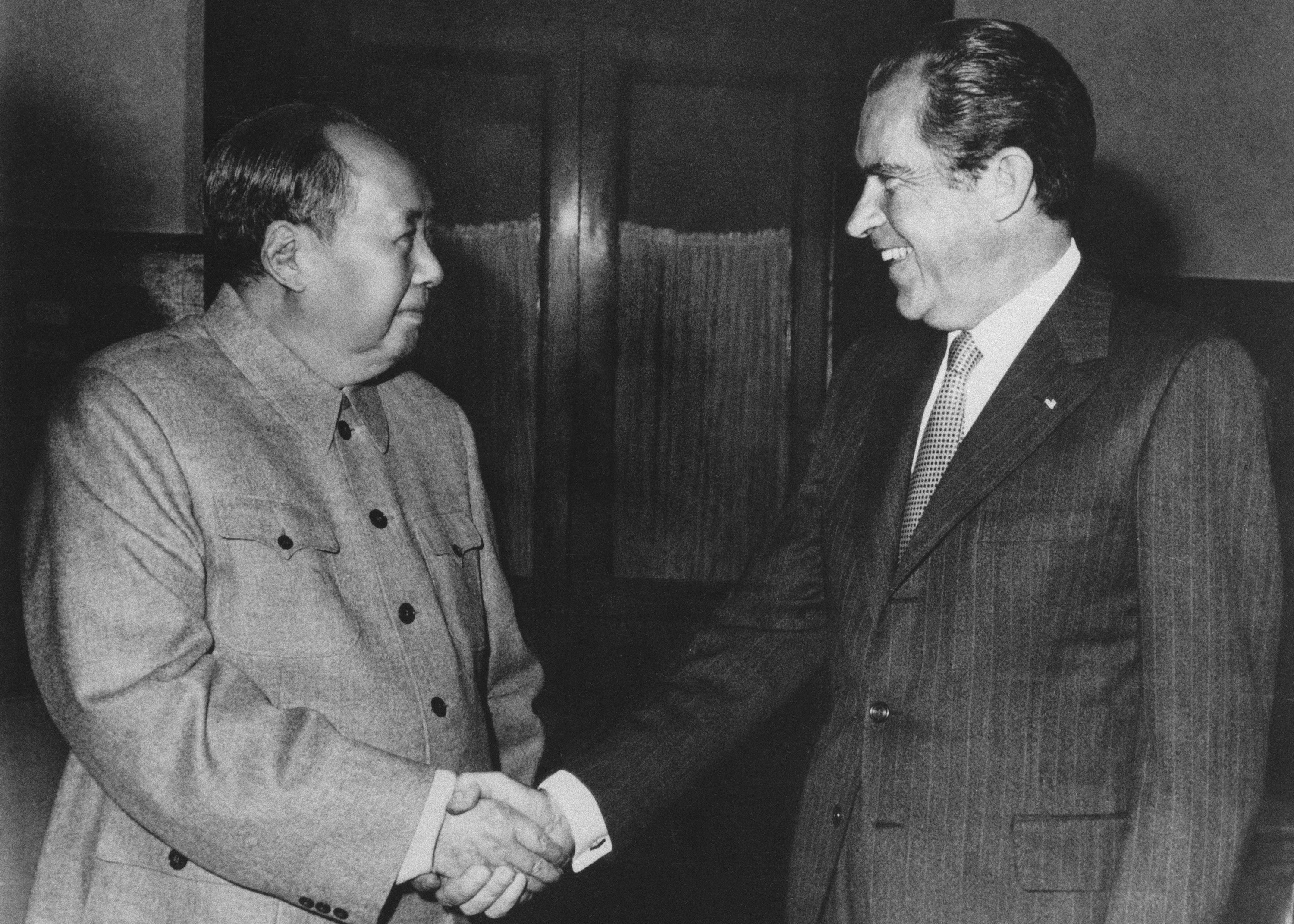

현실정치(現實政治, 독일어: Realpolitik 레알폴리티크[*])란 이념적 관념이나 도덕적 전제보다 권력 및 실질적 물질적 요소와 그 고려에 주로 의거하는 정치적 또는 외교적 견해를 말한다. 이 점에 있어서 현실정치는 현실주의 및 실용주의와 철학적 양상을 공유한다.

## 같이 보기
- 결과주의
- 억지이론
- 권력정치
- 투뉴쿠크